# 니콜라스 미켈손
룩 소 니콜라스 껭껫낏 미켈손(태국어: ลูกโซ่ นิโคลัส เก่งเขตกิจ มิคเคลสัน, Look Saa Nicholas Kengkhetkid Mickelson, 1999년 7월 24일 ~ )은 노르웨이에서 태어난 태국의 축구 선수로, 현재 독일 2. 분데스리가의 SV 엘페르스베르크에서 뛰고 있다. 포지션은 라이트 백이다.